# IJsfabriek (Baarn)
De Baarnse IJsfabriek is een gemeentelijk monument aan de Heemskerklaan 21 in Baarn in de provincie Utrecht.
Het bedrijfspand werd in 1913 ontworpen door Herman Onvlee voor het Bestuur van de Coöperatieve IJsfabriek Baarn. Het ijs werd behalve aan particulieren ook geleverd aan de firma De Ruijter. Deze huurde tot 1913 de ijskelder van Kasteel Groeneveld. In latere jaren kwam er een boterfabriek in het gebouw. In het pand, waarvan een deel woonbestemming had, werd in 1927 "Stoomwasscherij Eemland" van de familie Bleijerveld gevestigd, die daar tot in de 21e eeuw bleef. Anno 2013 is er (al minstens sinds 2010) een tandartspraktijk.